# استورنووی (محل اقامت)
استورنووی نام محل اقامت رسمی رهبر اپوزیسیون رسمی در کانادا است و از سال ۱۹۵۰ به این ترتیب استفاده می‌شود. برای به رسمیت شناختن موقعیت رهبر مخالفان ارائه شده‌است. واقع در خیابان آکاسیا ۵۴۱ در منطقه راککلیف پارک اتاوا، انتاریو. استورنووی ارزش ۴٬۲۲۵٬۰۰۰ دلار (۲۰۰۸) را ارزیابی کرده‌است (بر اساس این ارزش که فقط تقریبی از ارزش بازار است، مالیات املاک شهرداری محاسبه می‌شود) و با ۷۰٬۰۰۰ دلار در سال از بودجه دولتی نگهداری می‌شود. این ملک از آوریل ۱۹۸۶ تحت مالکیت و مدیریت کمیسیون ملی سرمایه بوده‌است. اندازه قطعه، با نما ۲۲۸ فوت (۶۹ متر) و عمق ۲۲۵ فوت (۶۹ متر)، کمی نامنظم است.
ملک ۵٫۱ کیلومتر (۳٫۲ مایل) است از ساختمان پارلمان اتاوا، در حالی که اقامتگاه رسمی نخست‌وزیر تنها ۳٫۰ کیلومتر (۱٫۹ مایل) است. دور از پارلمان. در منطقه ای واقع شده‌است که دارای اقامتگاه‌های سفیری است.

## معماری
استورنووی یک عمارت ۳۴ اتاقه با هشت اتاق خواب، پنج حمام، اتاق نشیمن، اتاق نشیمن (طبقه دوم) و اتاق غذاخوری است و در زمین‌های وسیع قرار دارد.
علاوه بر ساکنان خانه، استورنووی توسط سه کارمند خدمات رسانی می‌شود: یک آشپز، راننده، و مدیر خانه. مانند ۲۴ ساسکس و کلبه ریدو، عموم مردم مجاز به بازدید از استورنووی نیستند.